# Chad Smith (Schauspieler)
Chad Smith (* vor 1986) ist ein US-amerikanischer Schauspieler.
Seine bekannteste Rolle ist die als amerikanischer Soldat Jason 'Flea' Mabry in dem Film Tränen der Sonne.
Er ist seit 1986 als Schauspieler tätig, jedoch meist nur in kleineren Rollen in einigen Filmen. In dem Drame Promised Land von 2004 (Regie: Michael Beltrami) spielte er die Hauptrolle des Ethan Wildwood.

## Filmografie
- 1986: One More Saturday Night
- 1989: Die Killer-Brigade
- 1991: Session Man
- 1992: Dark Horse
- 1995: Ski Hard
- 2002: True West
- 2003: Tränen der Sonne
- 2004: Promised Land
- 2005: Hostage – Entführt (Hostage)
- 2006: Abominable
- 2006: The Dork of the Rings